# Psychomyiellodes badalus
Psychomyiellodes badalus is een schietmot uit de familie Ecnomidae. De soort komt voor in het Afrotropisch gebied.